# منتخب جمهورية الدومينيكان لكرة القدم للسيدات
منتخب جمهورية الدومينيكان الوطني لكرة القدم للسيدات (بالإسبانية: Selección femenina de fútbol de la República Dominicana)‏ هو ممثل جمهورية الدومينيكان الرسمي في المنافسات الدولية في كرة القدم للسيدات، يديريه اتحاد جمهورية الدومينيكان لكرة القدم.

## وصلات خارجية
- الموقع الرسمي